# 大众辉昂
大众辉昂是由大众汽车公司推出的一款专门为中国市场设计的行政型轿车，由上汽大众销售，大众将其定位为“高级”车型，其于在2016年日内瓦车展上发布，其于2016年7月正式开始销售。
辉昂是第一款基于大众MLB平台的汽车。它的发动机为EA888发动机\V6 EA837 发动机，并可选配4motion全轮驱动系统。2017 年 4 月还推出了插电式混合动力版本。
该车在2018 年的年销量为24,471 辆，在2019年又降至仅有14,019 辆。